# Tadeusz Wallas
Tadeusz Wallas (ur. 25 maja 1958) – polski politolog, profesor nauk społecznych, profesor UAM. W latach 2008–2016 pełnił funkcję dziekana Wydziału Nauk Politycznych i Dziennikarstwa UAM w Poznaniu. Od 1 września 2016 do 31 sierpnia 2024 prorektor Uniwersytetu im. Adama Mickiewicza.

## Życiorys
Studia ukończył na kierunku nauki polityczne ze specjalnością dziennikarstwo na Wydziale Nauk Społecznych Uniwersytetu im. Adama Mickiewicza w Poznaniu. Stopień naukowy doktora uzyskał w 1992 na podstawie pracy pt. Ruch społecznego poparcia na rzecz władzy w Polsce po II wojnie światowej. Habilitował się w 2008 na podstawie dorobku naukowego oraz cyklu artykułów i rozdziałów pt. Transformacja systemowa w Polsce po 1989 roku. W okresie 2004–2012 wykładał jako profesor w Państwowej Wyższej Szkoły Zawodowej w Koninie. 6 kwietnia 2021 roku decyzją prezydenta RP otrzymał tytuł naukowy profesora.
Pełnił funkcję przewodniczącego Komitetu Nauk Politycznych PAN. Został członkiem tego komitetu na kadencję 2020–2023.
Jest też kierownikiem Zakładu Kultury Politycznej na Wydziale Nauk Politycznych i Dziennikarstwa UAM. Wchodzi w skład międzynarodowej Rady Naukowej "Polish Political Science Yearbook".
W 2019 został członkiem Rady Doskonałości Naukowej I kadencji.
W pracy naukowej podejmuje tematy związane z transformacją ustrojową oraz rolą mediów w kreowaniu postkomunistycznej rzeczywistości społecznej.
Otrzymał doktorat honorowy Kijowskiego Uniwersytetu Narodowego im. Tarasa Szewczenki. W 2017 został uhonorowany statuetką Gali MP Power Awards w Warszawie dla wybitnych postaci polskiej branży eventowej.

## Wybrane publikacje
- Władza wykonawcza (istota, zadania, pozycja ustrojowa)
- Polen und politischen Kriterien der Mitgliedschaft in der Europäischen Union
- Władza ustawodawcza (struktura, funkcjonowanie, pełnione funkcje)
- European Standards of Political Systems in Relation to Polish Reality
- Sukcesy oraz zagrożenia transformacji systemu politycznego w Polsce na progu XXI wieku. Wybrane aspekty
- Telewizja jako źródło informacji o życiu politycznym i gospodarczym w Polsce
- Samorząd terytorialny w programie Unii Wolności
- Prywatyzacja majątku narodowego jako instrument transformacji ustrojowej
- Polska wobec perspektywy członkostwa w Unii Europejskiej. Uwarunkowania polityczne